# 卡米亞納吉爾卡
50°59′5″N 28°11′31″E / 50.98472°N 28.19194°E
卡米亞納吉爾卡（烏克蘭語：Кам'яна Гірка），是烏克蘭北部的村莊，隸屬日托米爾州的科羅斯滕區。該村面積0.55平方公里，海拔高度199米，2001年人口68，人口密度每平方公里123.64人。